# Waterbury (Village)
Waterbury ist ein Village in der Town Waterbury im Washington County des Bundesstaates Vermont in den Vereinigten Staaten mit 1897 Einwohnern (laut Volkszählung von 2020). Waterbury liegt im Süden der Town Waterbury. Nördlich des Winooski Rivers, der durch seine Zuflüsse, die gut für den Betrieb von Mühlen geeignet waren, die Ansiedlung begünstigte. Die Verwaltungen der Town und des Villages wurden im Jahr 2017 zusammengelegt, so dass seitdem beide Gebiete gemeinsam verwaltet werden. Die Interstate 89 verläuft von Nordwesten nach Südosten durch das Village, parallel zu ihr verläuft der U.S. Highway 2, von ihm zweigt die Vermont State Route 100 in nordöstlicher Richtung ab. Die Interstate folgt dem Verlauf des Winooski Rivers.

## Geschichte

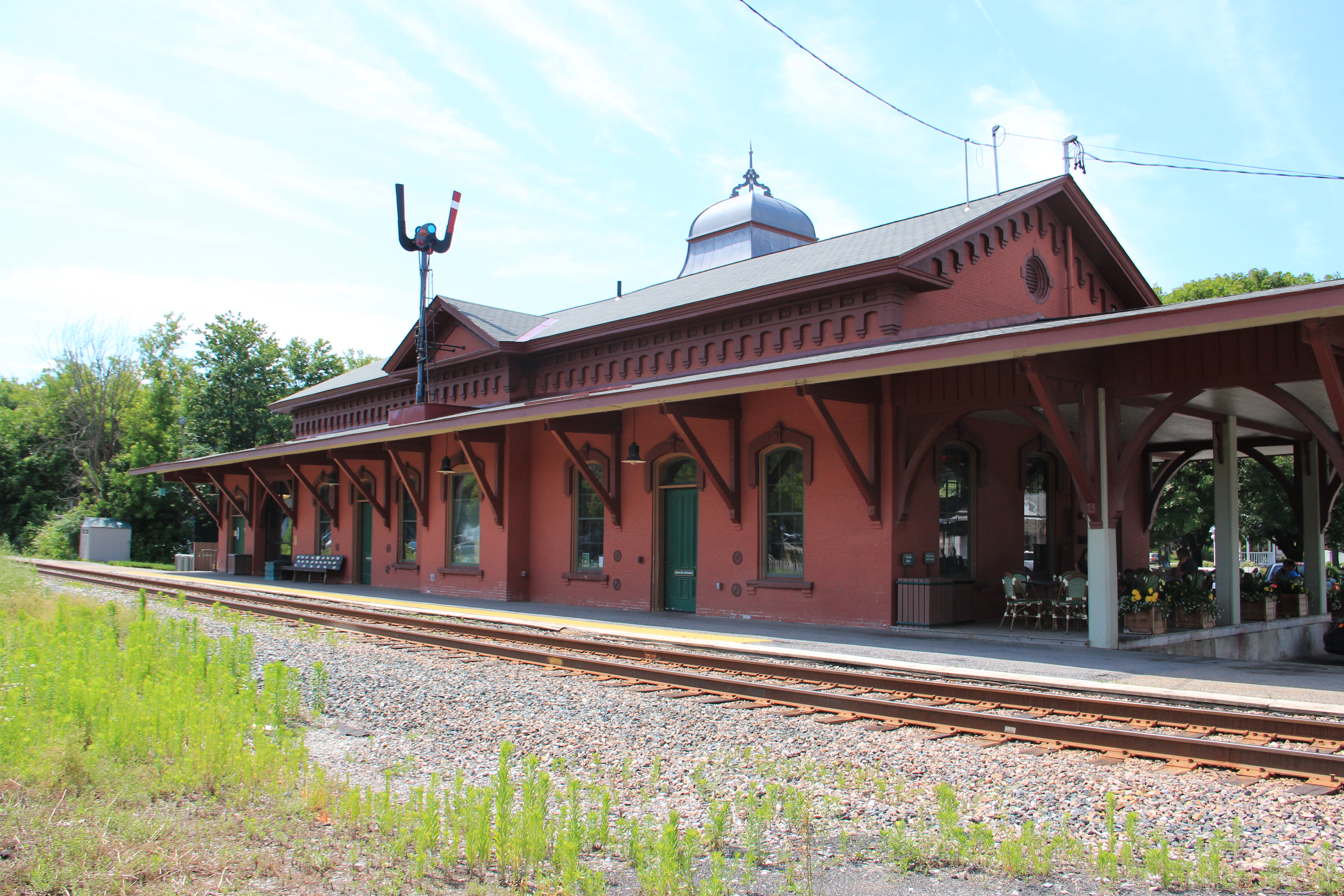
Waterbury Amtrak Station

Waterbury wurde am 7. Juni 1763 zur Besiedlung ausgerufen. Die Besiedlung des Gebietes startete 1784. Die konstituierende Versammlung der Town wurde am 31. März 1790 abgehalten und somit die politisch selbständige Gemeinde gegründet. Mit eigenständigen Rechten wurde das Village Waterbury  im Jahr 1882 versehen.
Die Ansiedlung im Village von Waterbury profitierte zunächst durch die günstige Lage am Winooski River und seinen Zuflüssen wie dem Graves Brook, auch Thatcher's Brook genannt, die den Betrieb von Wassermühlen und damit die Ansiedlung von Industrie ermöglichte. Es entstand das Mill Village. Im Jahr 1979 wurde der zum Village Waterbury zugehörige Bezirk Mill Village im National Register of Historic Places gelistet.
Durch den Anschluss an das Eisenbahnnetz im Jahr 1849 verlagerte sich das Zentrum des Villages südwärts, weg vom Mill Village in die Nähe des Eisenbahndepots. Mitte des 19. Jahrhunderts entstanden nun dort Gewerbe-, Industrie- und Wohngebiete. Am Ende des Jahrhunderts führten die wohlhabenden Industrien von Waterbury, die durch die verbesserte Transportmethode der Eisenbahn entstanden waren, zu einer weiteren Expansion der Gewerbe- und Wohngebiete. Der Waterbury Village Historic District wurde im Jahr 1978 ins  National Register of Historic Places aufgenommen. Er umfasst mehr als 200 Gebäude und Strukturen in unterschiedlichen Stilen des 19. und 20. Jahrhunderts.
Das Vermont State Hospital, auch bekannt als  Vermont State Asylum for the Insane, war eine psychiatrische Anstalt im Village von Waterbury, die im Jahr 1890 errichtet wurde, um die Überbelegung des privat betriebenen Vermont Asylum for the Insane in Brattleboro, heute bekannt als das Brattleboro Retreat, aufzunehmen. Ursprünglich war geplant, kriminelle psychiatrische Patienten zu behandeln, jedoch nahm das Krankenhaus schließlich Patienten mit einer Vielzahl von Problemen, einschließlich leichter bis schwerer geistiger Behinderungen, Epilepsie, Depression, Alkoholismus und Senilität auf. Der Krankenhauscampus, der heute diverse andere staatliche Büros beherbergt, wurde 2016 in das National Register of Historic Places aufgenommen.

### Einwohnerentwicklung
| Jahr      | 1800 | 1810 | 1820 | 1830 | 1840 | 1850 | 1860 | 1870 | 1880 | 1890 |
| --------- | ---- | ---- | ---- | ---- | ---- | ---- | ---- | ---- | ---- | ---- |
| Einwohner |      |      |      |      |      |      |      |      | 756  | 955  |
| Jahr      | 1900 | 1910 | 1920 | 1930 | 1940 | 1950 | 1960 | 1970 | 1980 | 1990 |
| Einwohner | 1597 | 1377 | 1515 | 1776 | 3074 | 3153 | 2984 | 2840 | 1892 | 1702 |
| Jahr      | 2000 | 2010 | 2020 | 2030 | 2040 | 2050 | 2060 | 2070 | 2080 | 2090 |
| Einwohner | 1706 | 1763 | 1897 |      |      |      |      |      |      |      |

Volkszählungsergebnis Waterbury Village, Vermont